# 玉島地域
玉島地域（たましま ちいき）は、岡山県倉敷市における行政上の地域区分。同市の西南部に位置し、倉敷市役所玉島支所の管内にあたる。旧玉島市に相当し、1967年2月1日、倉敷市・児島市との3市による新設合併で倉敷市の一部となった。

## 概要

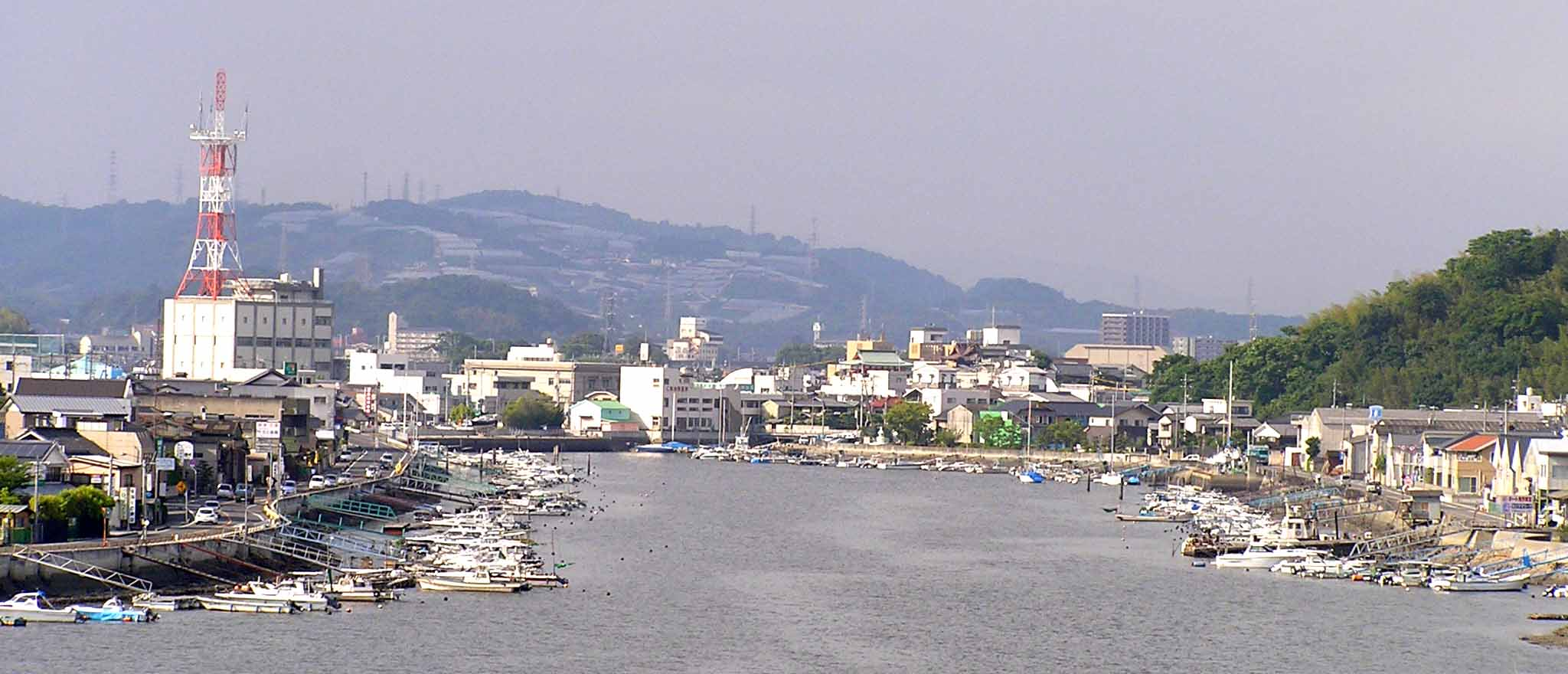
玉島大橋から見た玉島港と旧市街

当地の中心部は、江戸時代より物資の集散地として栄えた玉島港の港町で、備中松山藩や岡山藩等の外港としての機能を備えていた。現代になり、新たに当地東南部の乙島地区に水島港玉島地区が造成され、南の瀬戸内海沖合へと拡大し、貿易港になっている。その周囲は水島工業地帯の一部をなし、事業所・工場が多数立地する。
中部は、近世に干拓によって造成された平坦な平野で、東西方向に山陽新幹線と国道2号玉島バイパスが走っている。また、山陽自動車道が通る北部の丘陵地は岡山県内有数の果樹栽培の盛んな地域で、白桃などのモモ類、マスカット・オブ・アレキサンドリアやピオーネなどのブドウ類の産地である。
西部の黒崎地区は、水産業・水産加工業、およびハエ取りリボンなどの産業が盛んであり、また沙美海岸があり海水浴場が設置されている。
その他、当地全域における古くからの産業として、酒造業・繊維産業・麦稈真田製造・除虫菊栽培などがあり、沿岸部においては養殖・漁業などがある。

## 地勢

### 河川
- 高梁川 - 一級河川。当地域の東側を流れる[3]。
- 溜川、道口川、里見川 - いずれも玉島港に注ぐ。

### 隣接する地域・町
- 東：倉敷市水島地域・船穂地区
- 西：浅口市
- 南：（瀬戸内海 水島灘）
- 北：倉敷市真備地区、小田郡矢掛町

## 歴史

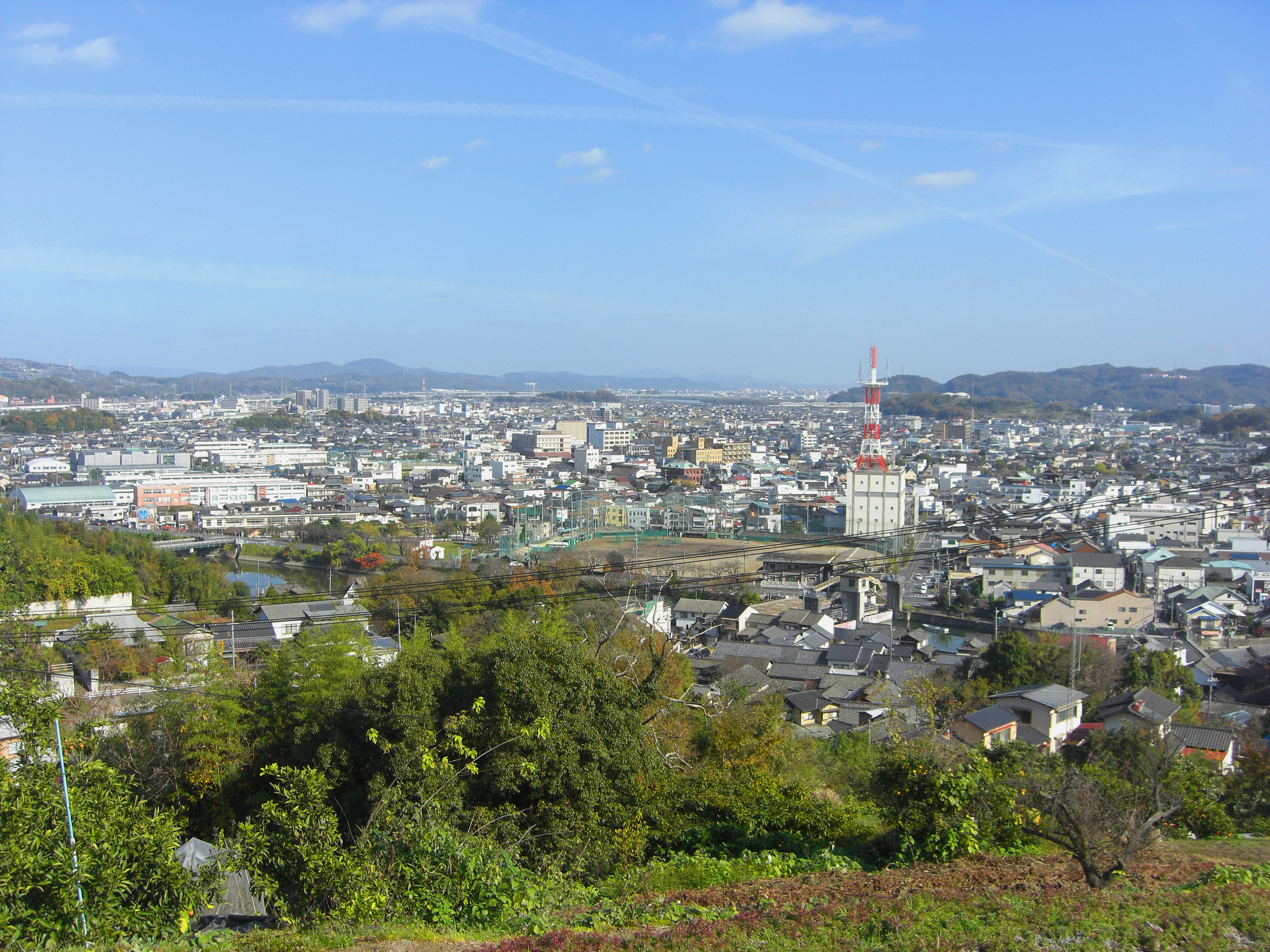
旧市街（中央右）と新倉敷駅前（左奥）

### 年表
- 1183年（寿永2年） - 乙島・柏島で源平合戦（治承・寿永の乱）・水島の戦いがおきる。
- 1550年（天文19年） - 乙島の玉島湊と松山（高梁市）間で高瀬舟による物資の輸送が始まる。
- 1624年（寛永元年） - 岡山藩により、七島や道越の新田開発がはじまる。
- 1642年（寛永19年） - 水谷氏が備中松山藩藩主になり玉島東南部を支配に収め、長尾・船穂・玉島などの新田開発を始める。
- 1670年（寛文10年） - 阿賀崎新田が完成。その後、港の整備と街の形成が進み北前船の寄港地になる。
- 1693年（元禄6年） - 3代水谷勝美死去により水谷氏が断絶。領地の多くが幕府に接収される。
- 1779年（安永8年） - 良寛和尚が円通寺で修行を始める。

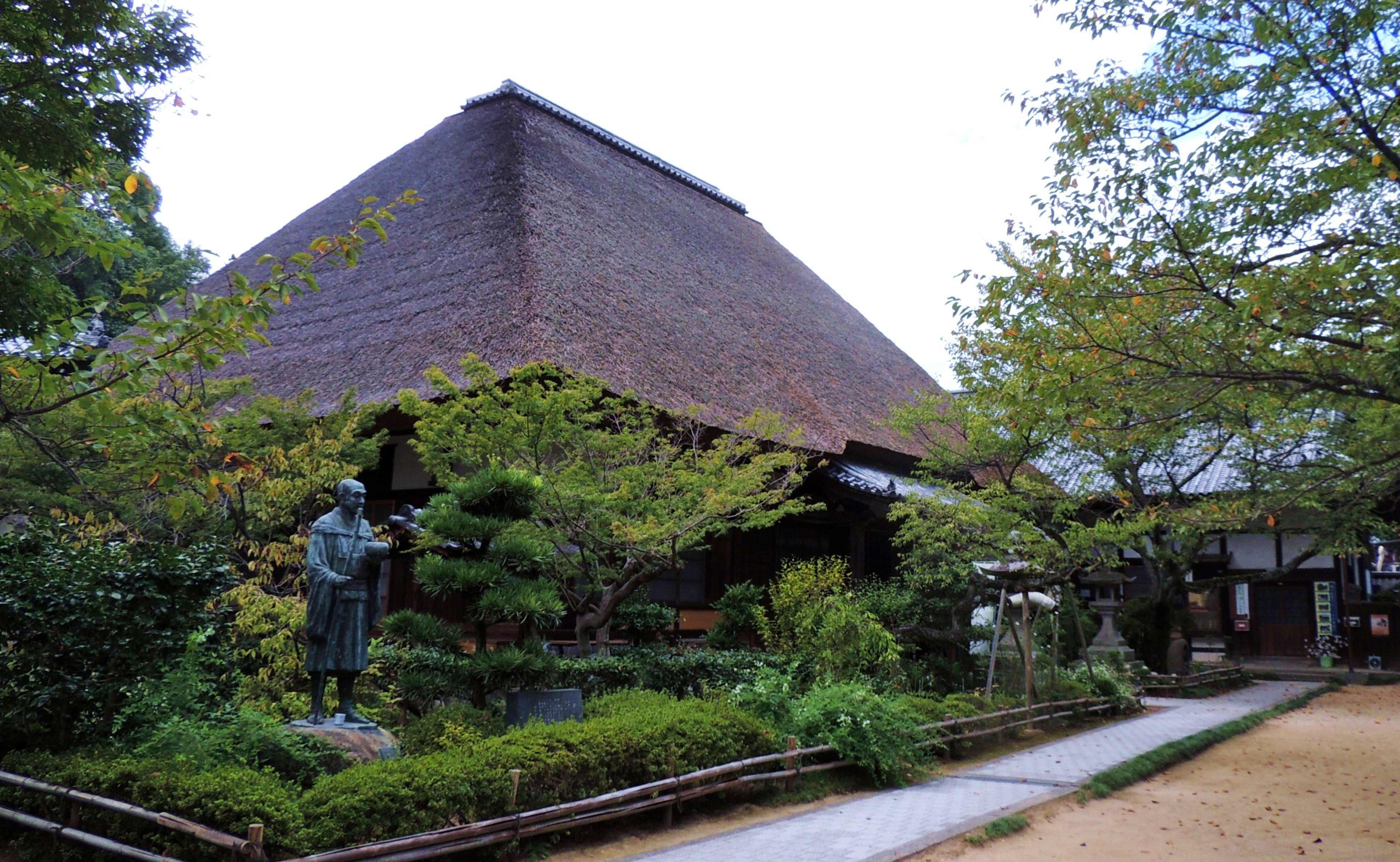
良寛和尚が、修行していた円通寺

- 1871年（明治4年） - 廃藩置県により深津県（1872年に小田県に改称、1875年に岡山県と合併）に含まれた。
- 1878年（明治11年） - 浅口郡役所が設置される。
- 1882年（明治15年） - 沙美に日本最初の海水浴場が開場。
- 1891年（明治24年） - 7月14日 浅口郡長尾村爪崎（現在の玉島爪崎）に、山陽鉄道玉島駅が開業。
- 1953年（昭和28年） - 浅口郡長尾町を編入合併。
- 1960年（昭和35年） - 玉島港が水島港に併合され、重要港湾に指定。
- 1975年（昭和50年） - 3月10日 山陽新幹線が開通、玉島駅に乗入れると同時に新倉敷駅に改称。
- 1979年（昭和54年） - 3月 ニチイ（後に新倉敷サティ）とパオで構成される新倉敷ショッピングデパートが開業。
- 2004年（平成16年） - 8月30日 台風16号[4]、 9月7日 台風18号[5] が相次いで上陸。沿岸部に甚大な高潮被害をもたらす。

## 経済

### 商業

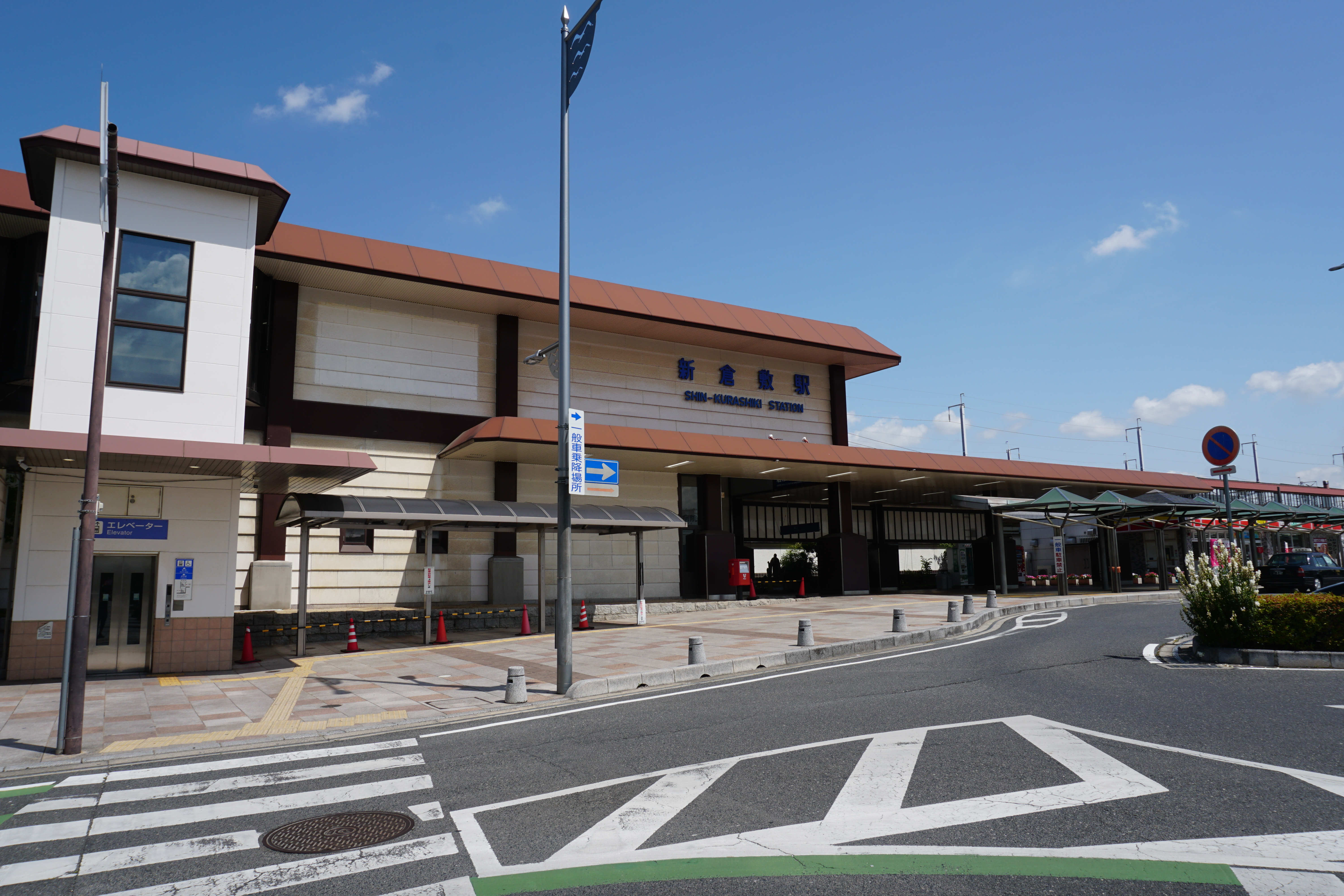
新倉敷駅

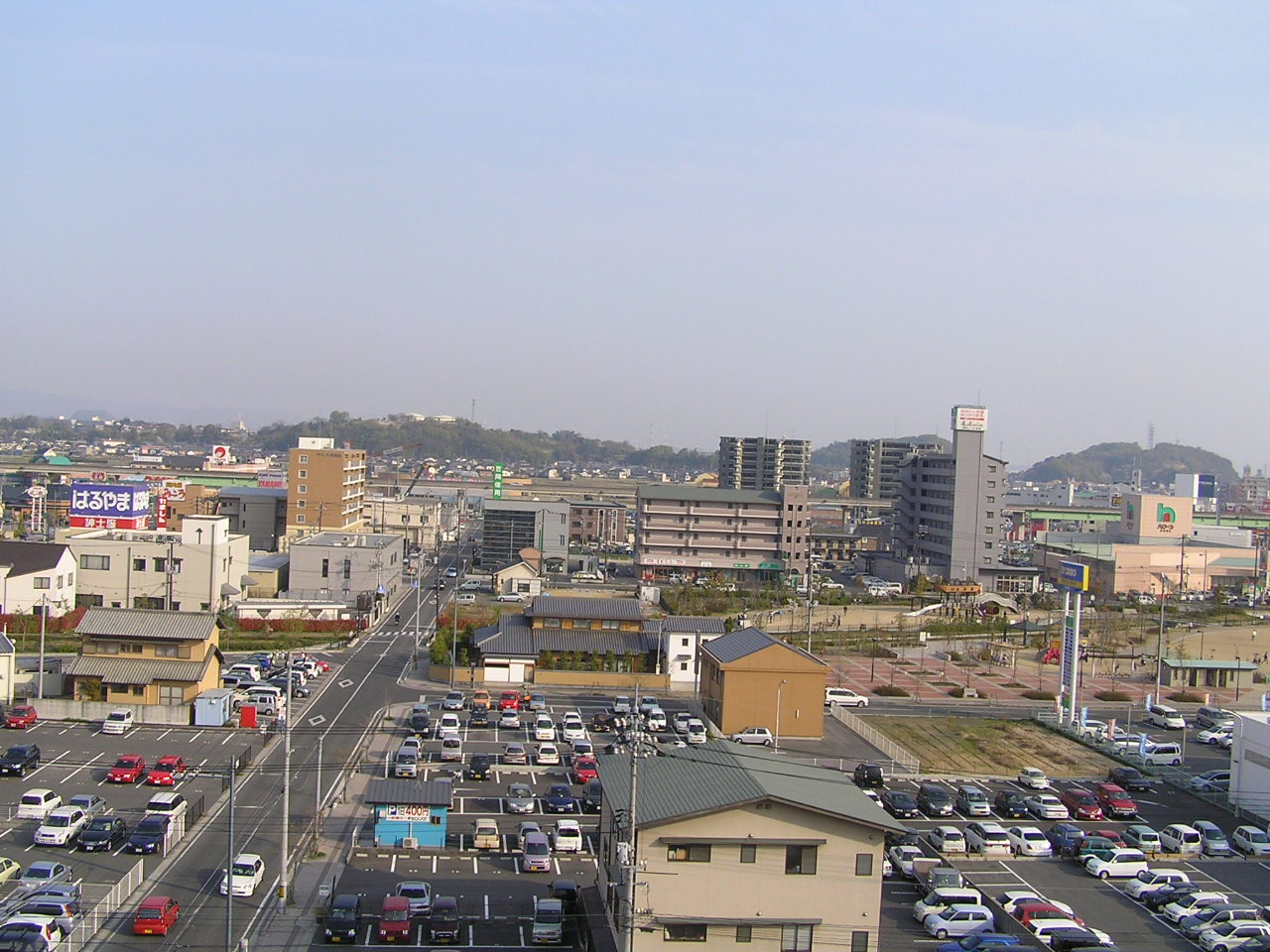
新倉敷駅前

中心市街地の商店街は郊外への人口流出と共に地盤沈下が著しく進み、かつてあったバスターミナルはスーパーの駐車場に変わるなど、都市機能の流出もその傾向に拍車をかけている。
商業集積は中心市街から社会資本整備の進む郊外へ移動傾向にあり、特に区画整理を終えた新倉敷駅前の発展は目覚しく、商業と人口の集積が急速に進んでいる。
中心市街地の商店街周辺は港町で栄えた往時の面影を残しており、倉敷市は町並み保存地区に指定し観光地への脱皮と活性化を試みている。
中心市街・商店街の町並み

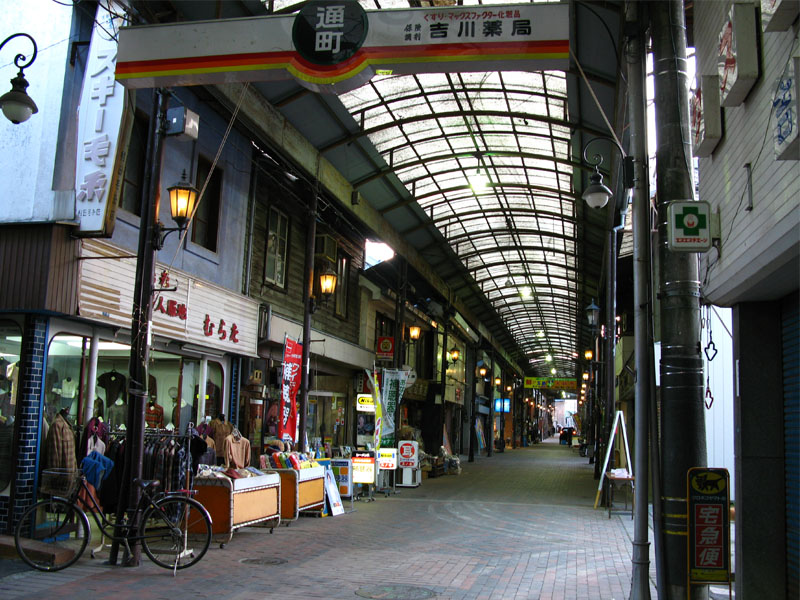
通町商店街
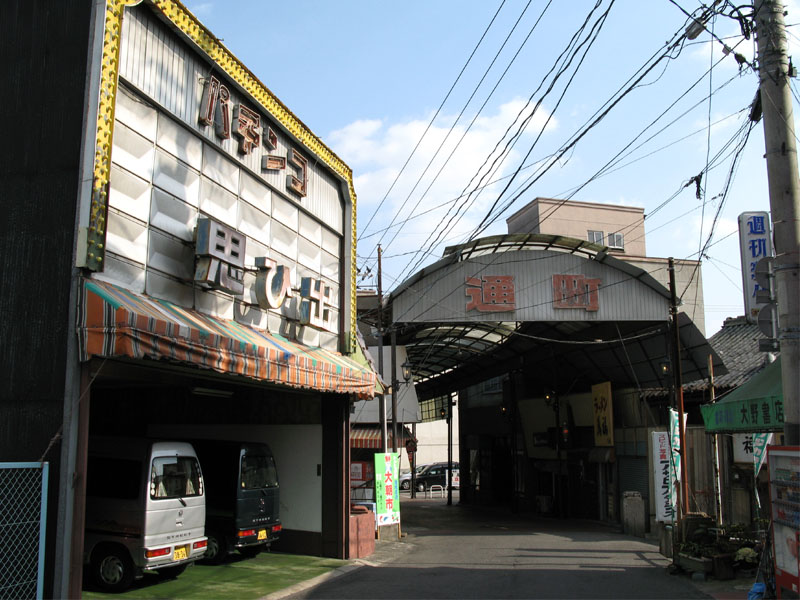
通町商店街
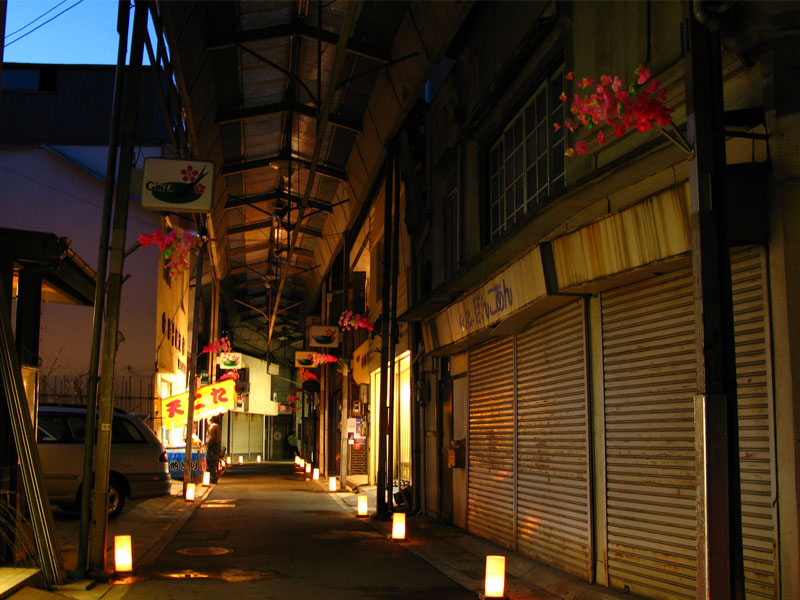
銀座商店街

### 農業
- モモ
  - 白桃 - 清水白桃、白鳳など
- ブドウ
  - マスカット・オブ・アレキサンドリア
  - ネオマスカット
  - ピオーネ
  - マスカット・ベリーA
- 除虫菊

### 水産業
- 漁業
  - 養殖業
- 水産加工業
  - 練り物類
- アナジャコ
- 病院
  - 玉島病院
  - 玉島中央病院
  - (医)賀新会玉島第一病院
  - 水島協同病院玉島協同病院
  - 玉島協同病院
  - プライムホスピタル玉島
  - ヤスハラ医院
  - 当真内科医院
  - 河野医院
  - もりや小児科
  - 守屋おさむクリニック
  - （医）創生会渡辺胃腸外科病院
  - タナベ内科医院
  - 岡田正道歯科医院
  - ナディア動物クリニック・動物眼科
  - 鳥越歯科クリニック
  - 藤沢脳神経外科
  - 石田歯科医院

### 工業
- 鉄鋼・重化学
  - 水島臨海工業地帯E地区

### 伝統工芸・地場産業
- 玉島だるま
- 醸造業
  - 日本酒
  - 醤油
  - 酢
- 繊維産業
  - 手袋・軍手
  - 足袋
- ハエ取りリボン
- 麦稈真田

### 名物料理・郷土料理
- 玉島おでん
- しのうどん
- アナジャコ料理

## 行政

### 市の機関
- 倉敷市役所玉島支所
- 倉敷市玉島消防署

### 県の機関
- 岡山県玉島警察署

### 国の機関
- 玉島区検察庁
- 中国地方整備局岡山国道事務所玉島維持出張所
- 中国地方整備局宇野港湾事務所水島港出張所
- 広島国税局玉島税務署

司法機関
- 岡山家庭裁判所玉島出張所
- 玉島簡易裁判所

## 教育

### 大学・短期大学
- くらしき作陽大学（玉島長尾）
- 作陽音楽短期大学（玉島長尾）

### 高等学校
- 岡山県立玉島高等学校
- 岡山県立玉島商業高等学校
- 倉敷市立玉島高等学校
- 作陽学園高等学校

### 小・中学校
- 倉敷市立玉島東中学校区
  - 倉敷市立玉島小学校の一部：玉島の一部、玉島乙島の一部、玉島一丁目、玉島二丁目の一部、玉島三丁目の一部、玉島中央町一丁目の一部、玉島阿賀崎一丁目の一部
  - 倉敷市立上成小学校：玉島上成の一部、玉島の一部、玉島乙島の一部
  - 倉敷市立乙島小学校：玉島二丁目の一部、玉島三丁目の一部、玉島乙島の一部
  - 倉敷市立乙島東小学校：玉島乙島の一部
- 倉敷市立玉島西中学校区
  - 倉敷市立玉島小学校の一部：玉島阿賀崎の一部、玉島柏島の一部、玉島中央町一丁目の一部、玉島二丁目、玉島三丁目、玉島阿賀崎一丁目の一部、玉島阿賀崎二丁目、玉島阿賀崎三丁目、玉島阿賀崎四丁目、玉島阿賀崎五丁目、玉島八島の一部
  - 倉敷市立柏島小学校：玉島阿賀崎の一部、玉島柏台一丁目、玉島柏台二丁目、玉島柏台三丁目、玉島柏台四丁目、玉島柏島の一部、玉島勇崎の一部、玉島黒崎の一部
  - 倉敷市立玉島南小学校の一部：玉島勇崎の一部、玉島柏島の一部、玉島柏台五丁目
- 倉敷市立玉島北中学校区
  - 倉敷市立長尾小学校：玉島上成の一部、玉島の一部、玉島長尾、玉島爪崎、新倉敷駅前一丁目、新倉敷駅前二丁目、新倉敷駅前三丁目、新倉敷駅前四丁目、新倉敷駅前五丁目
  - 倉敷市立富田小学校：玉島八島の一部、玉島道越、玉島道口、玉島富
  - 倉敷市立穂井田小学校：玉島陶、玉島服部
- 倉敷市立黒崎中学校区
  - 倉敷市立沙美小学校：玉島黒崎の一部
  - 倉敷市立南浦小学校：玉島黒崎の一部
  - 倉敷市立玉島南小学校の一部：玉島黒崎の一部、玉島黒崎新町

### 塾
- 明光義塾新倉敷教室
- 誠泉塾本校

### 学校教育以外の施設
- 中国職業能力開発大学校 （玉島長尾）（職業能力開発促進法に基づく職業能力開発大学校）

## 生活

### 電話・郵便
- 電話：市外局番は (086) 52xから始まる。
  - 以前は倉敷市でありながら、倉敷市の他地域とは別のMA（玉島MA）だった（玉島地域は (08652) 2-9 （船穂町の (086552)、金光町の (086542)、鴨方町の (086544)、寄島町の (086554) も玉島MA）、その他の倉敷市域と早島町は倉敷MA (0864) 20-89）。
    - 1992年（平成4年）10月10日、玉島及び船穂地域を倉敷MAに編入させ、倉敷市全域(当時)を (086) 420-489,520-529,552,553で統一し、残された地域（現在の浅口市域）は鴨方MAに名称変更（現在は (0865) 4x,50,51,54-59）し、この問題は解消された。
- 郵便：玉島局に属し、郵便番号は713-81xx（事業所の個別番号は713-85xx,713-86xx,713-87xx）。例外として、新倉敷駅前・玉島爪崎・玉島長尾は710-02xx（事業所の個別番号も710-02xx）（玉島局）。
  - 2018年（平成30年）10月9日、長尾局の無集配局化に伴い、710-02xx区域の集配業務を玉島局に移管（郵便番号は長尾局（710-0299→710-0251）を除いて変更なし）。

## 交通

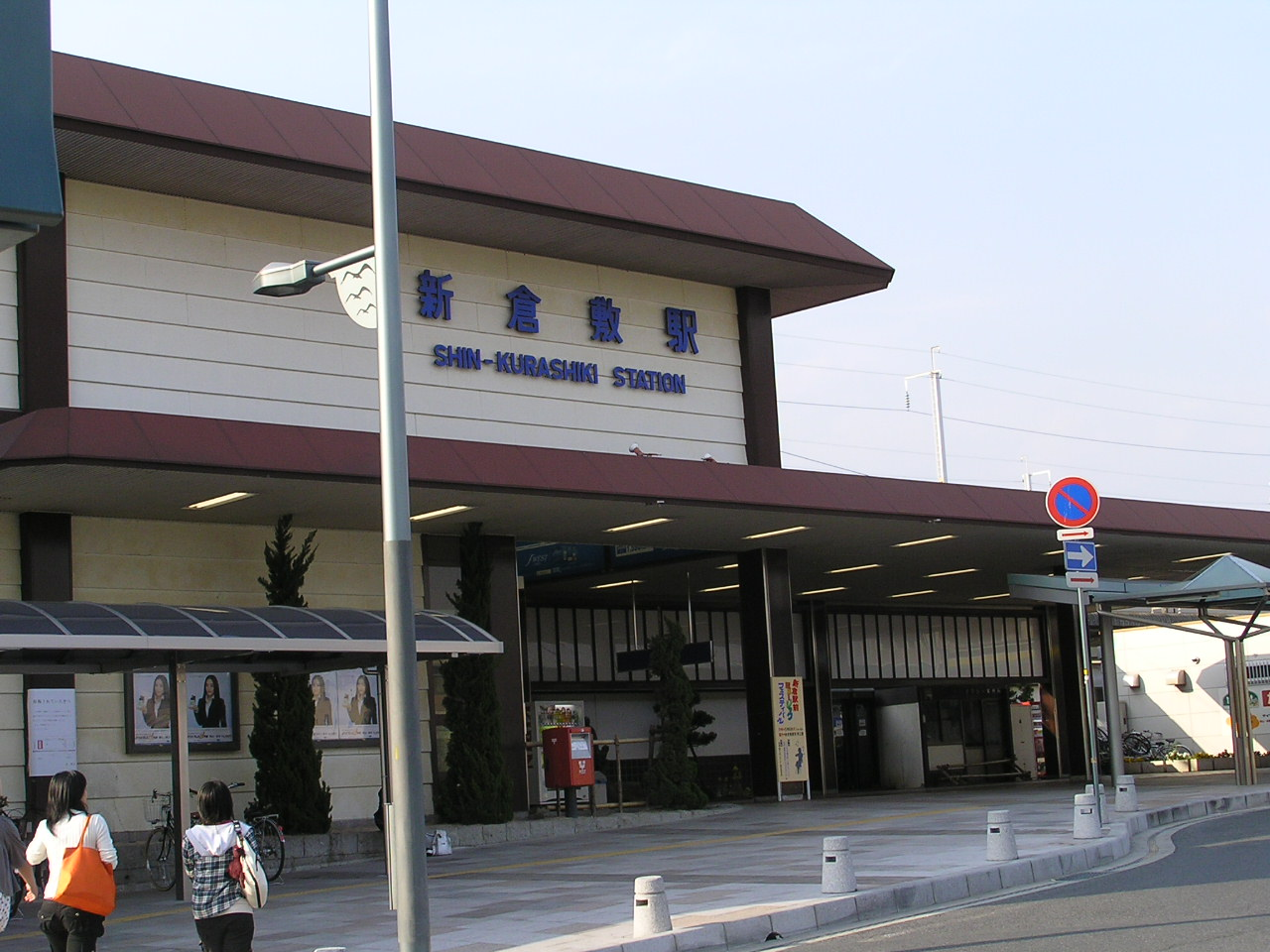
新倉敷駅南口

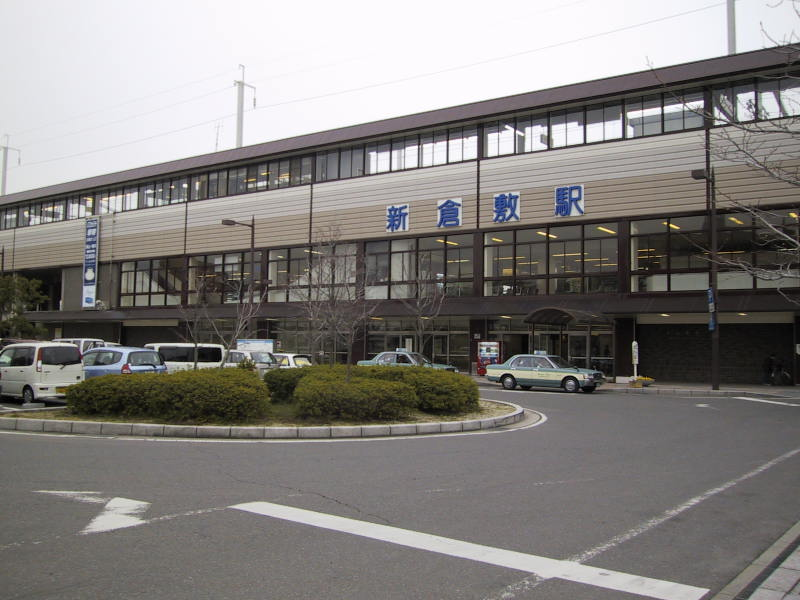
新倉敷駅北口

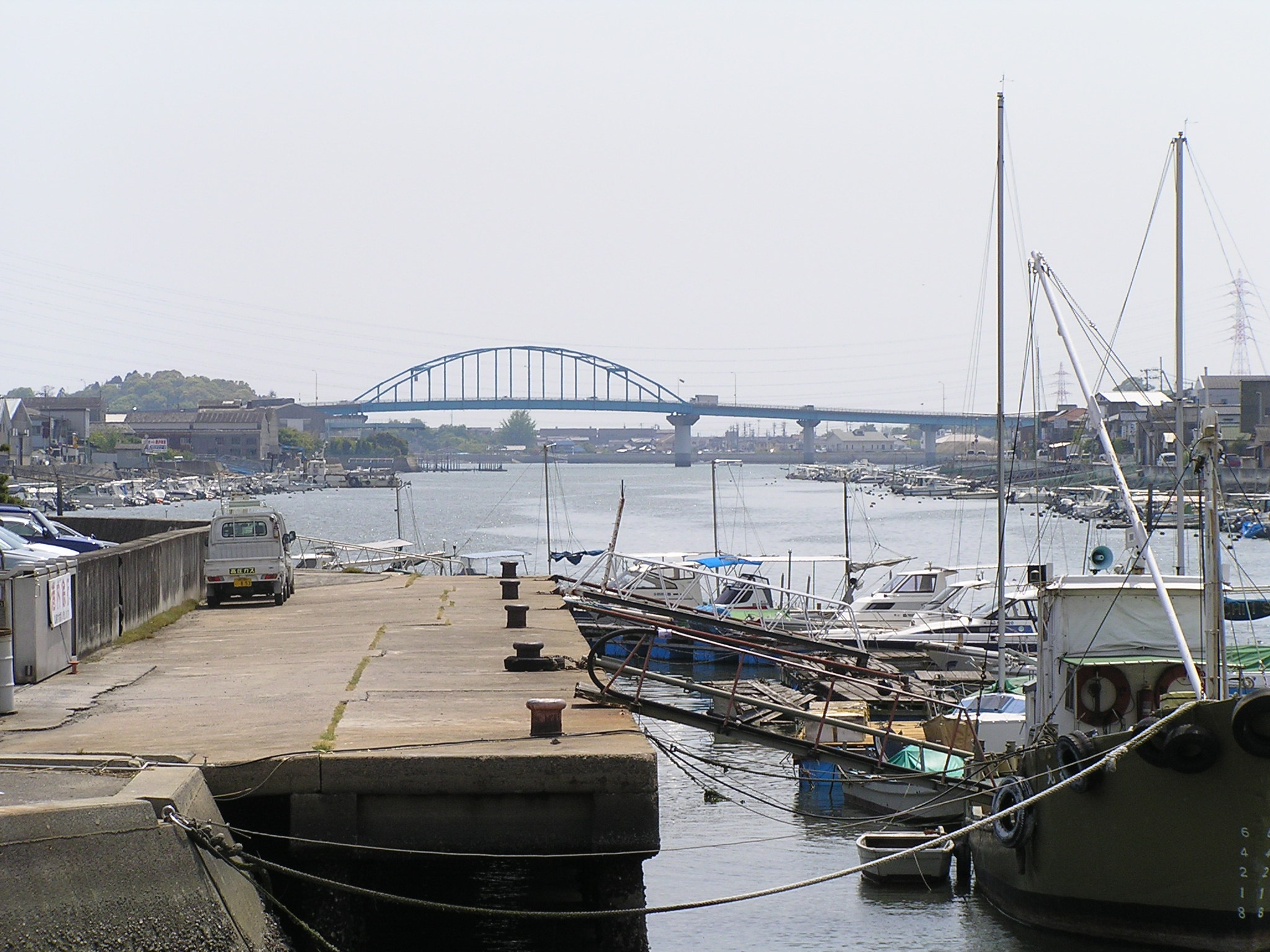
水玉ブリッジラインの玉島大橋

### 鉄道
- 西日本旅客鉄道
  - 山陽新幹線・山陽本線：新倉敷駅

### 路線バス
新倉敷駅発着
- 両備バス
  - 連島、倉敷芸術科学大学、玉島中央町（旧市街）方面。
- 井笠バスカンパニー
  - 玉島中央町、柏島、黒崎（沙美海岸）、浅口市寄島町方面。

### 道路
- 山陽自動車道玉島インターチェンジ
- 国道429号（旧国道2号）
- 国道2号玉島バイパス・玉島笠岡道路
- 水玉ブリッジライン（岡山県道398号水島港唐船線の一部、2006年3月31日まで正式名称水島玉島産業有料道路という有料道路。同4月1日に無料開放）

## メディア

### 新聞
- 山陽新聞玉島支局

### 放送
ケーブルテレビ
- 玉島テレビ放送

地上波テレビ放送
玉島北部に玉島中継局、南部に玉島南中継局が置かれているが、地上デジタルテレビ放送は玉島南中継局は2010年4月に、玉島中継局は同年11月にNHKのみが置局され、民放の中継局は設置されていない。このため、対岸香川県の西讃岐中継局や岡山局を受信して、民放分を補っている世帯が多い。この際、西讃岐局など香川県内の送信所を受信する場合は、NHKの県域ニュース等エリア番組が香川県及び四国地方のものとなるので、玉島地区のいずれかの中継局に合わせたアンテナも併せて設置して、岡山県及び中国地方のNHKエリア番組を視聴する必要がある。
アナログ放送停止前は、玉島中継局、玉島南中継局とも民放の中継局が置かれていたが、玉島南局においては山陽放送 (RSK) が、テレビせとうち (TSC) にいたっては両局において電波を出していないため、受信できない局については岡山局もしくは西讃岐局のアナログテレビ放送の電波を受信して補う必要があった。
| 局名                 | 局名                 | NHK岡山 | NHK岡山 | NHK高松 | NHK高松 | RSK  | OHK  | TSC  | RNC  | KSB  | 出力        | 偏波面 | 送信 場所 |
| 局名                 | 局名                 | 総合    | 教育    | 総合    | 教育    | RSK  | OHK  | TSC  | RNC  | KSB  | 出力        | 偏波面 | 送信 場所 |
| デジタルリモコン番号 | デジタルリモコン番号 | 1ch     | 2ch     | 1ch     | 2ch     | 6ch  | 8ch  | 7ch  | 4ch  | 5ch  | 出力        | 偏波面 | 送信 場所 |
| -------------------- | -------------------- | ------- | ------- | ------- | ------- | ---- | ---- | ---- | ---- | ---- | ----------- | ------ | --------- |
| 玉島                 | デジタル             | 36ch    | 34ch    | -       | -       | -    | -    | -    | -    | -    | 0.3W        | 水平   | 野呂山    |
| 玉島                 | アナログ             | 37ch    | 39ch    | -       | -       | 29ch | 31ch | -    | 26ch | 33ch | 3W          | 垂直   | 野呂山    |
| 玉島南               | デジタル             | 32ch    | 45ch    | -       | -       | -    | -    | -    | -    | -    | 0.3W        | 水平   | 妙見山    |
| 玉島南               | アナログ             | 51ch    | 53ch    | -       | -       | 57ch | 59ch | -    | -    | 61ch | 3W          | 垂直   | 妙見山    |
| 岡山 (北讃岐)        | デジタル             | 32ch    | 45ch    | (24ch)  | (13ch)  | 21ch | 27ch | 18ch | 20ch | 30ch | 2kW (200W)  | 水平   | 金甲山    |
| 岡山 (北讃岐)        | アナログ             | 5ch     | 3ch     | -       | -       | 11ch | 35ch | 23ch | 9ch  | 25ch | V10kW/U20kW | 水平   | 金甲山    |
| 西讃岐               | デジタル             | -       | -       | 24ch    | 13ch    | 21ch | 28ch | 18ch | 15ch | 17ch | 100W        | 水平   | 大麻山    |
| 西讃岐               | アナログ             | -       | -       | 44ch    | 40ch    | 48ch | 52ch | 46ch | 50ch | 42ch | 3kW         | 水平   | 大麻山    |

AMラジオ放送
- NHK岡山第1放送：603kHz（岡山局 出力5kW）
- NHK岡山第2放送：1386kHz（岡山局 出力5kW）
- RSKラジオ：1494kHz（岡山局 出力10kW）

FMラジオ放送
- NHK-FM岡山：88.7MHz（岡山局）、83.7MHz（笠岡局）
- 岡山エフエム放送：76.8MHz（岡山局）、80.4MHz（笠岡局）
- エフエムくらしき：82.8MHz（倉敷局 出力20W）
- エフエムゆめウェーブ：79.2MHz（笠岡局 出力20W）

県外波
- 朝日放送ラジオ：1008kHz（大阪局 出力50kW）
- MBSラジオ：1179kHz（大阪局 出力50kW）
- 西日本放送ラジオ：1449kHz（丸亀局 出力1kW）
- 南海放送ラジオ：1116kHz（新居浜局 出力1kW）

- エフエム香川：78.6MHz（高松局 出力1kW）

- 玉島南デジタル中継局

## 観光・イベント

### 観光地

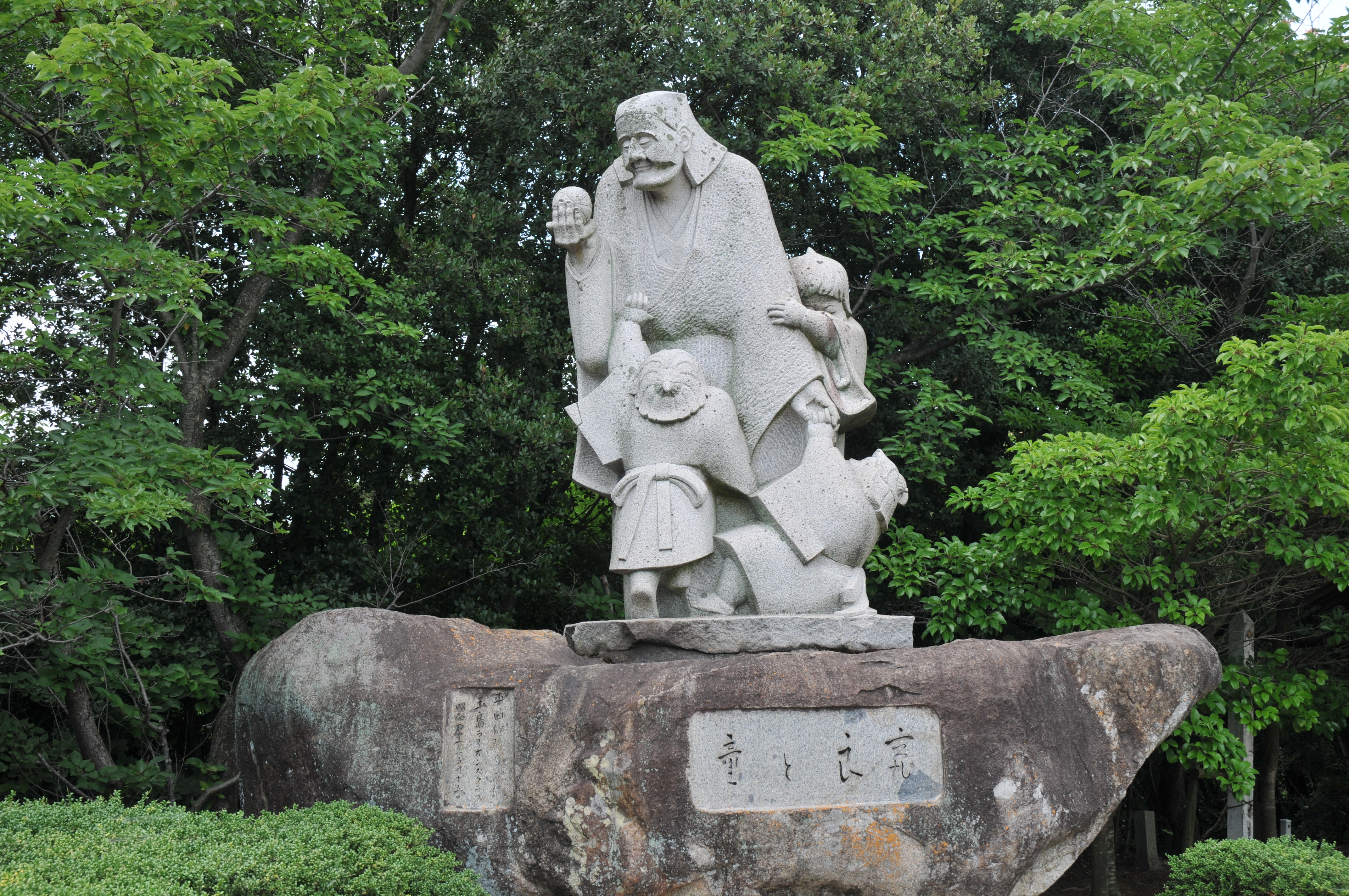
円通寺の良寛像

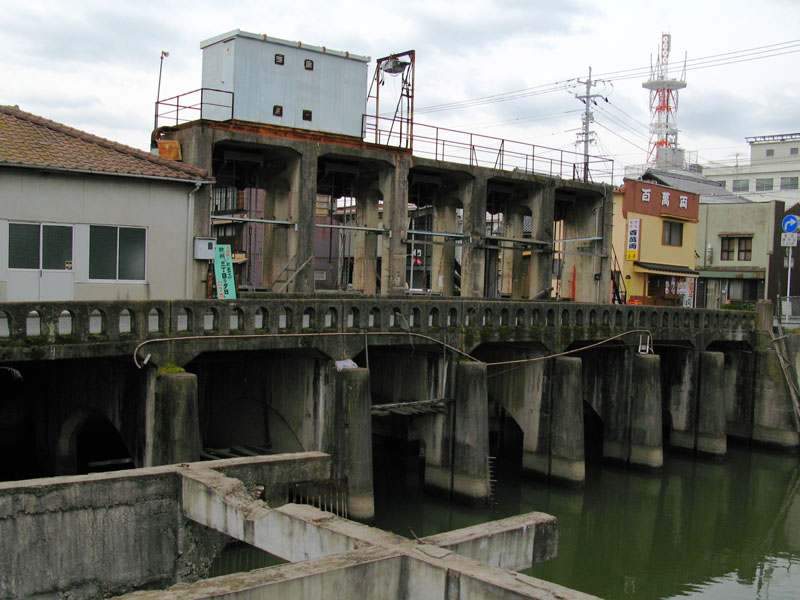
かつての旧玉島港の港水門
（2012年8月撤去。現存せず）

- 史跡・文化財等
  - 円通寺
  - 西爽亭（旧柚木家住宅）
  - 羽黒神社
  - 真如院
  - 円乗院
  - 戸島神社
  - 本性院
  - 天王山古墳
- 名勝地
  - 沙美海岸
  - 円通寺公園
  - 旧玉島港
  - 玉島臨港鉄道跡
- 博物館・美術館・資料館等
  - 玉島歴史民俗海洋資料館
  - 玉美人酒造記念館
- その他
  - 玉島の森（運動公園）
  - 玉島ハーバーアイランド
  - 玉島みなと公園
  - 溜川(水辺の風景)
  - 仲買町

### 観光名所ギャラリー

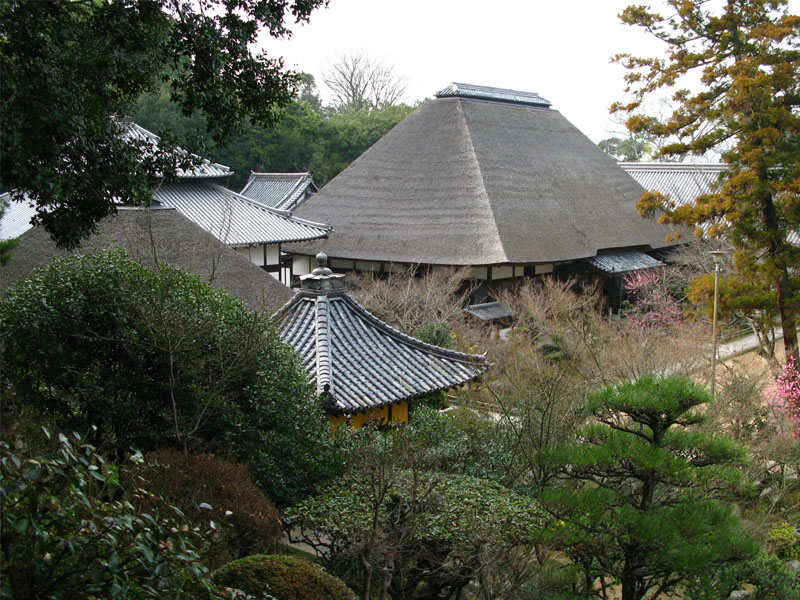
円通寺
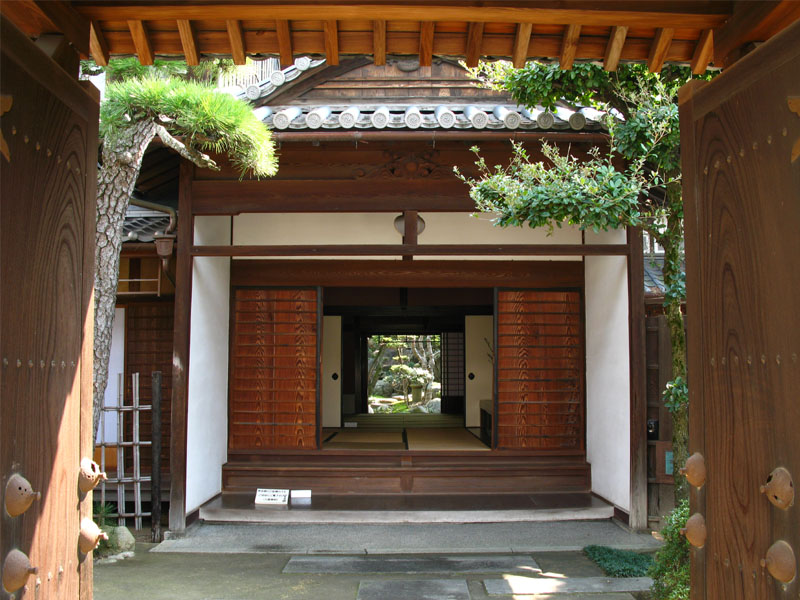
西爽亭
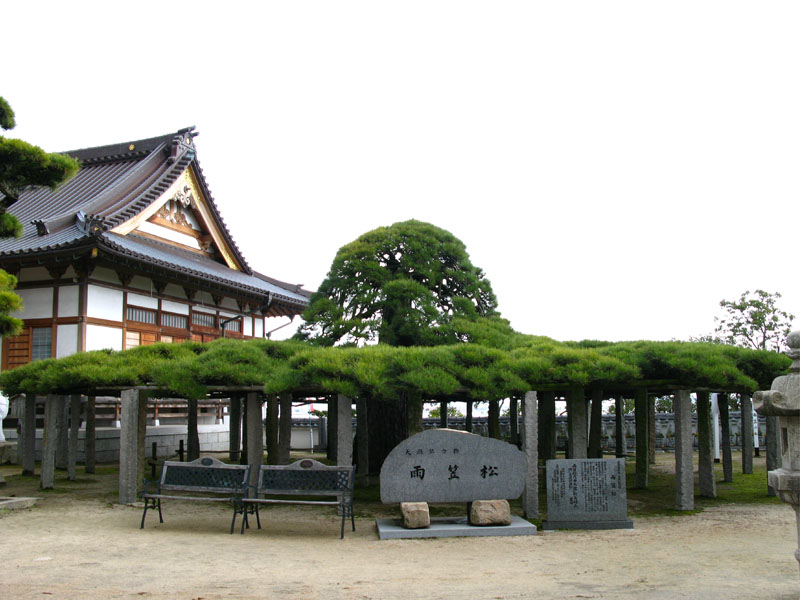
本性院

### イベント

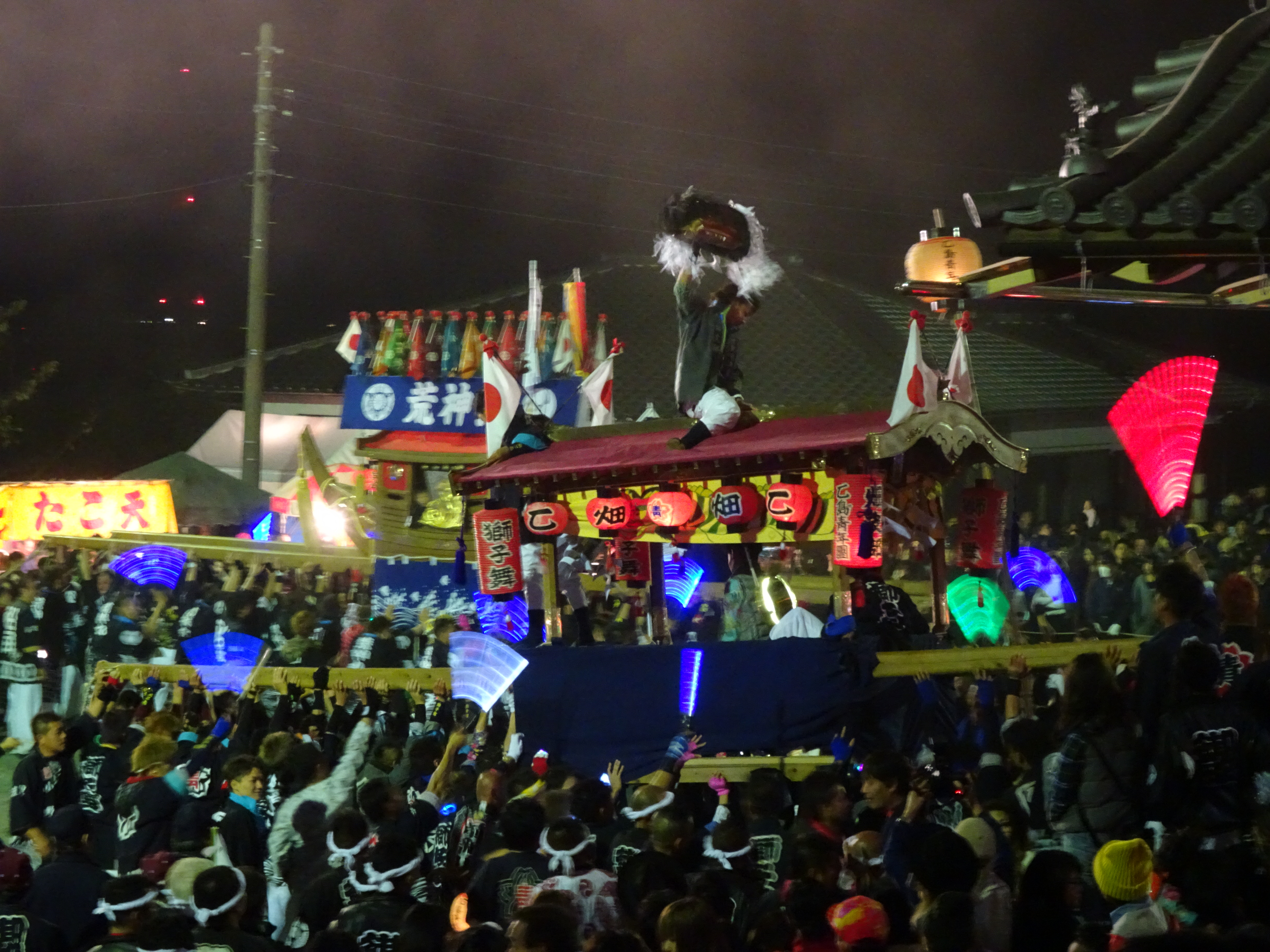
乙島祭りの千歳楽

- 備中玉島港千石船まつり（1月、西爽亭ほか）
- 玉島お雛づくし（2月最終日曜日、玉島市内）
- 備中玉島七福神祭（4月第一日曜日、羽黒神社）
- 良寛茶会（4月第二日曜日、円通寺ほか）
- 玉島まつり（8月第一土曜日、玉島市内）
- 玉島大花火大会（8月第一日曜日、玉島ハーバーアイランド一帯）
- 乙島まつり（10月最終土･日曜日。倉敷市重要無形民俗文化財。700年余の歴史を持つ。→乙島祭り紹介サイト『ザ・玉島!!』）
- 良寛まつり（11月、円通寺）
- 玉島源平まつり（11月、円通寺）

## 文化・施設・スポーツ等

### 商工団体
- 玉島商工会議所
- 玉島青年会議所

### 文化施設
- 玉島文化センター
- 玉島公民館
- 玉島図書館
- 玉島市民交流センター

### 公園・スポーツ施設
- 玉島の森
- 溜川公園
- 玉島みなと公園

## その他施設等
- 玉島ハーバーアイランド
- 玉島発電所 - 玉島の森（運動公園）に隣接し、中国地方東部の大容量電源としての火力発電所の一つである。3号機の煙突の高さは230mあり、煙突としては西日本で最も高い[6]。

## ロケ地となった映画
- 釣りバカ日誌18 ハマちゃんスーさん瀬戸の約束（2007年）松竹‐海蔵寺、南浦保育園
- ALWAYS 三丁目の夕日（2005年）東宝‐玉島港橋の水門、玉島通町商店街周辺

## 出身著名人
- 文化人
  - 川田甕江（かわた おうこう、漢学者）
  - 小山富士夫（こやま ふじお、陶磁学者）
  - 中塚一碧楼（なかつか いっぺきろう、俳人）
- 芸術家
  - 柚木玉邨（ゆのき ぎょくそん、画家）
  - 久我小年（くがしょうねん、画家）
  - 池田遥邨（いけだ ようそん、画家）
  - 岡本天明（おかもと てんめい、画家）
- 政治家
- 財界人
- 芸能人
  - 大橋恵里子（元アイドル歌手）
- スポーツ選手
  - 高見藤英希（たかみふじ ひでき、元大相撲力士）
  - 出宮順一（でみや じゅんいち、自転車）
- その他
  - 一寸徳兵衛（いっすん とくべえ、流れ者）
  - タマシマン（たましまん、ご当地ヒーロー）